# Саммит (тауншип, округ Белтрами, Миннесота)
Саммит (англ. Summit) — тауншип в округе Белтрами, Миннесота, США. На 2000 год его население составило 259 человек.

## География
По данным Бюро переписи населения США площадь тауншипа составляет 91,1 км², из которых 90,6 км² занимает суша, а 0,5 км² — вода (0,54 %).

## Демография
По данным переписи населения 2000 года здесь находились 259 человек, 98 домохозяйств и 77 семей.  Плотность населения —  2,9 чел./км².  На территории тауншипа расположено 108 построек со средней плотностью 1,2 построек на один квадратный километр. Расовый состав населения: 98,46 % белых, 0,39 % коренных американцев, 0,39 % азиатов, 0,39 % — других рас США и 0,39 % приходится на две или более других рас. Испанцы или латиноамериканцы любой расы составляли 0,39 % от популяции тауншипа.
Из 98 домохозяйств в 29,6 % воспитывались дети до 18 лет, в 76,5 % проживали супружеские пары, в 1,0 % проживали незамужние женщины и в 21,4 % домохозяйств проживали несемейные люди. 19,4 % домохозяйств состояли из одного человека, при том 9,2 % из — одиноких пожилых людей старше 65 лет. Средний размер домохозяйства — 2,51, а семьи — 2,90 человека.
22,8 % населения — младше 18 лет, 8,5 % — в возрасте от 18 до 24 лет, 26,3 % — от 25 до 44, 27,4 % — от 45 до 64, и 15,1 % — старше 65 лет. Средний возраст — 41 год. На каждые 100 женщин приходилось 96,2 мужчин.  На каждые 100 женщин старше 18 приходилось 96,1 мужчин.
Средний годовой доход домохозяйства составлял 36 250 долларов, а средний годовой доход семьи —  46 250 долларов. Средний доход мужчин —  32 292  доллара, в то время как у женщин — 24 063. Доход на душу населения составил 18 208 долларов. За чертой бедности не находилась ни одна семья и 5,3 % всего населения тауншипа, из которых 30,3 % старше 65 лет.